# Gen Con
Gen Con — ежегодный игровой фестиваль (конвент), проходящий в США. Традиционно на фестивале представлены настольные ролевые игры, варгеймы, стратегические игры, коллекционные карточные игры и ролевые игры живого действия. В рамках фестиваля часто проводятся турниры по разнообразным играм.
Gen Con получил своё название от города Лейк-Дженива, штат Висконсин, где в 1968 году Гэри Гайгэкс, автор популярной ролевой игры Dungeons & Dragons, организовал первый фестиваль. Первые фестивали проходили в Лейк-Джениве, с 1978 по 2002 годы — в Милуоки, а с 2003 года Gen Con принимает Индианаполис. Помимо главных конвентов фестивали рангом пониже проводятся в других городах США, а также в Европе и Австралии. В 2010 году проходивший четыре дня в Индианаполисе фестиваль посетило свыше 30 тысяч человек.